# لورا ساندور
لورا ساندور (انگلیسی: Laura Sondore؛ زادهٔ ۲۹ دسامبر ۱۹۹۹) بازیکن فوتبال اهل لتونی است.
وی همچنین در تیم‌های ملی فوتبال Latvia women's national football team بازی کرده‌است.